# Gera Lario
Gera Lario é uma comuna italiana da região da Lombardia, província de Como, com cerca de 881 habitantes. Estende-se por uma área de 6 km², tendo uma densidade populacional de 147 hab/km². Faz fronteira com Colico (LC), Dubino (SO), Montemezzo, Piantedo (SO), Sorico, Trezzone, Vercana.

## Demografia
| Variação demográfica do município entre 1861 e 2011                               |
|                                                                                   |
| Fonte: Istituto Nazionale di Statistica (ISTAT) - Elaboração gráfica da Wikipedia |